# Ion I. C. Brătianu
Ne doit pas être confondu avec son père Ion Brătianu
 (décembre 2017).
Si vous disposez d'ouvrages ou d'articles de référence ou si vous connaissez des sites web de qualité traitant du thème abordé ici, merci de compléter l'article en donnant les références utiles à sa vérifiabilité et en les liant à la section « Notes et références ».
Ion I. C. Brătianu (20 août 1864 - 24 novembre 1927), est un homme d'État roumain. Il est cinq fois président du Conseil des ministres du royaume de Roumanie, y compris pendant la Première Guerre mondiale, lorsque la Roumanie achève son unification avec la Transylvanie et la Bessarabie. Il est le fils de l'homme d'État Ion Brătianu et le chef du Parti libéral roumain.
Brătianu participe à la conférence de la paix de Paris, où il est un ardent défenseur de la Grande Roumanie, l'union du Vieux Royaume et de la Transylvanie. Malgré son succès dans les négociations sur la Transylvanie, il démissionne en 1919 parce qu'il ne veut pas accepter un compromis sur les territoires habités par les Roumains attribués à la Yougoslavie.
Il adopte la constitution libérale de 1923. Il commence une réforme agraire nationale.

## Biographie

### Jeunesse
Né à Florica, domaine de son père à Ștefănești, dans le județ d'Argeș, il mène ses études secondaires au collège national Saint Sava de Bucarest (1882). Il se porte volontaire pour l'artillerie de l'armée roumaine pendant son service militaire, et est promu sous-lieutenant. Pendant son service, il étudie l'ingéniérie. Il part pour Paris en 1883 et fréquente le Collège Sainte-Barbe, puis suit des cours (sans être inscrit) à l'École Nationale des Ponts et Chaussées.(1884-1889). Brătianu reçoit un diplôme d'ingénieur, mais qui ne lui permet pas d'exercer (n'étant pas inscrit).
En 1889, il est revenu dans son pays, il rejoint les chemins de fer roumains en tant qu'ingénieur, travaillant sous la direction d'Anghel Saligny.

### Carrière politique
Devenu un membre du Parti national libéral (PNL) en 1895, la même année il est candidat aux élections et est élu au Parlement de Roumanie par le collège électoral de la noblesse pour la circonscription de Gorj. Au début de 1899, il est dans la majorité qui vote en faveur de l'entrée des anciens membres du Parti des travailleurs sociaux-démocrates roumains dans le PNL. Il est ministre des Travaux publics (du 31 mars 1897 au 30 mars 1899, du 14 février 1901 au 18 juillet 1902) et ministre de l'Intérieur (du 12 mars 1907 au 27 décembre 1908). En 1909, il est élu chef des libéraux nationaux, poste qu'il occupe jusqu'à sa mort. Il devient premier ministre en janvier 1909 et conserve son poste jusqu'au 28 décembre 1910.
La politique de Brătianu pousse le PNL vers une acceptation de la réforme agraire, mais les délibérations sur le projet continuent après la Première Guerre mondiale, Brătianu lui-même montrant des réserves sur des projets visant à remplacer la Constitution de 1866 par une démocratie. En 1913, il convainc son parti d'accepter une version modérée de la réforme agraire, ainsi que la création d'un collège électoral unique - une mesure qui aurait donné une représentation plus précise à la majorité paysanne. Au cours des mois suivants, cette politique est approuvée sur le principe par le roi Carol Ier et même par le Parti conservateur .

#### Première Guerre mondiale

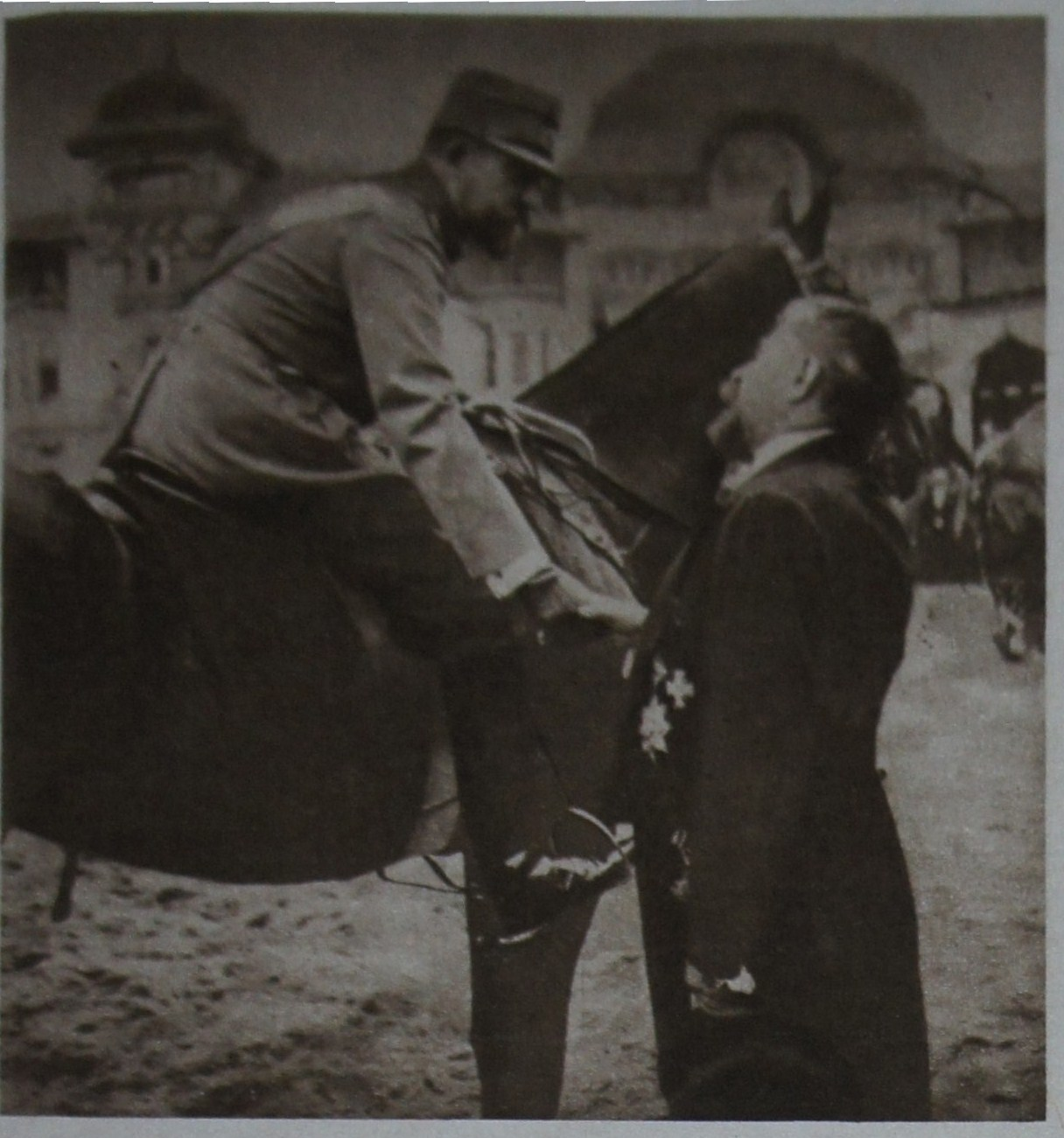
Avec le roi, qui part pour la guerre.

L'éclatement du conflit mondial en 1914 provoque une polémique majeure dans la société roumaine. Les conservateurs oscillent entre une position neutre et une participation aux côtés des puissances centrales (pour laquelle la Roumanie s'était engagée). Au lieu de cela, le PNL appelle à un alignement avec les forces de l'Entente. Malgré le fait que Brătianu ait été de nouveau Premier ministre du 16 janvier 1914 au 9 février 1918, sa politique à cet égard a été hésitante. Initialement, le roi Carol avait bloqué une décision à ce sujet jusqu'à sa mort en septembre 1914. Par la suite, avec l'arrivée au pouvoir de Ferdinand Ier (qui devait rester un allié politique de Brătianu pour le restant de sa vie), le gouvernement entame des négociations secrètes avec l'Entente, destinées à conditionner la participation de la Roumanie à l'octroi de terres austro-hongroises ayant une population majoritairement roumaine : la Transylvanie. En août 1916, la Roumanie déclare ainsi la guerre à l'Autriche-Hongrie.
Des avances mineures en Transylvanie sont contrées par une contre-offensive des puissances centrales qui balaie l'Olténie et la Valachie, elles occupent Bucarest et force le gouvernement à se réfugier à Iași. Tandis que la Moldavie reste la seule région sous l'administration roumaine et que le pays accroît sa dépendance à l'égard de la Russie impériale (puis du gouvernement provisoire russe), l'armée roumaine peut bloquer les offensives des puissances centrales dans les batailles de Mărășești, Mărășești et Oituz. Cette situation prend fin avec la Révolution d'octobre en Russie et le traité de Brest-Litovsk entre le gouvernement bolchevique et les puissances centrales : la Roumanie se voyant sans aide, accepte un armistice, puis signe le traité de Bucarest en mai 1918.
Pendant ce temps, Brătianu avait été remplacé par le gouvernement de crise du général Alexandru Averescu, bientôt suivi par Alexandru Marghiloman (choisi pour négocier la paix, l'Empire allemand étant considéré comme ami par ce dernier). Néanmoins, la Roumanie ne ratifie pas le traité signé et le dénonce en octobre 1918, réintégrant immédiatement le conflit du côté de l'Entente. En novembre, l'armistice de Compiègne avec l'Allemagne supprime toute valeur juridique du traité de Bucarest.

#### Troisième cabinet et soutien à Averescu

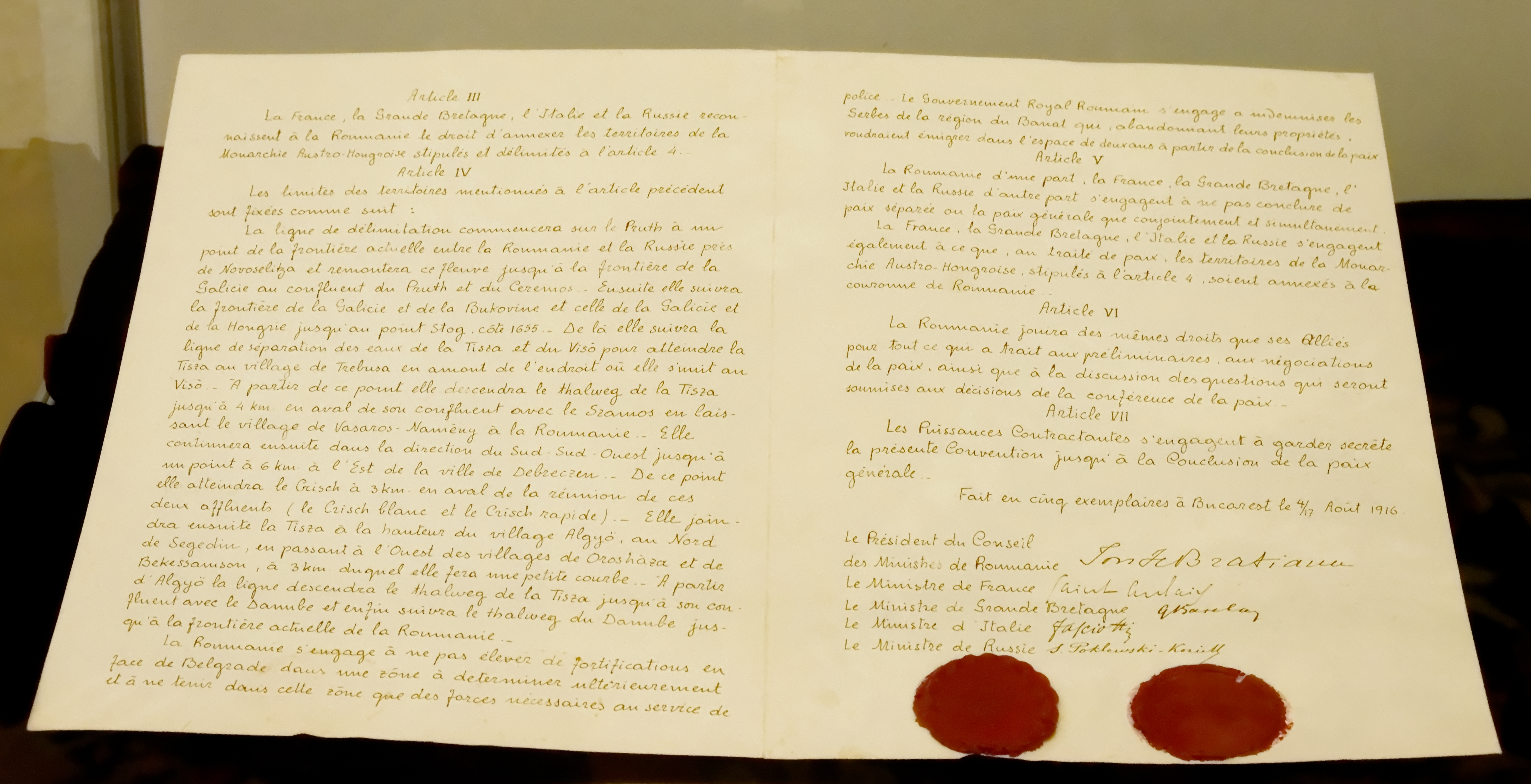
Traité de Bucarest du 4/17 août 1916 entre la Roumanie, la France, la Grande-Bretagne, l'Italie et la Russie. Ce traité porte la signature de Ion I. C. Brătianu alors Président du Conseil des Ministres de Roumanie.

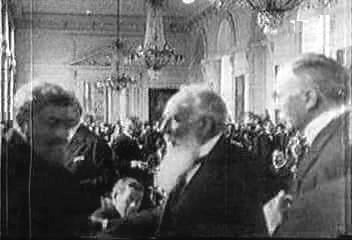
Lors du traité de Trianon avec Nikola Pašić.

Le spectre de l'agitation socialiste qui provoque des incidents tels qu'une grève importante à Bucarest, en décembre 1918, provoque la chute du cabinet de Constantin Coandă et Brătianu occupe de nouveau la place. Il dirige la délégation roumaine à la Conférence de paix de Paris en 1919  où il est un ardent défenseur de l'union avec la Transylvanie et la Bucovine. Bien qu'il réussisse sur ce point, il démissionne en 1919 car il n'accepte pas le compromis proposés sur les territoires habités par des Roumains mais rattachés au royaume de Yougoslavie. Cependant, la Roumanie enregistre d'autres succès, notamment l'union de la Bessarabie.
Bientôt, le PNL se trouve menacé par les réalités politiques d'une Grande Roumanie : la politique d'alliances du Parti national roumain (groupe principalement transylvanien) amène la formation rapide du cabinet d'Alexandru Vaida-Voevod en décembre 1919 ; ce cabinet, en particulier son groupe du Parti paysan, soutient une version radicale de la réforme agraire conduisant à des débats interminables au parlement. Au même moment, le Parti populaire, un nouveau et fort mouvement populiste, du général Averescu, commence une campagne à la fois pour une réforme agraire urgente et pour engager des poursuites contre les politiciens du PNL vus comme responsables des difficultés économiques. Face à cela, Brătianu se rapproche d'Alexandru Averescu et offre le soutien du PNL pour un cabinet du Parti populaire en échange de sa modération.

#### Quatrième cabinet
Le PNL retire son soutien, après avoir trouvé une solution politique plus commode dans un cabinet Take Ionescu, et Brătianu redevient Premier ministre du 17 janvier 1922 au 30 mars 1926. Le quatrième cabinet Brătianu adopte la Constitution de 1923, un document qui confirme le suffrage universel des hommes et les droits des minorités tels qu'ils ont été définis pour la première fois par les lois de 1918. En raison du modèle très centralisé qu'elle privilégie, elle attire l'attention des politiciens de Transylvanie sur le fait qu'elle sert l'objectif d'un Ancien Empire national dominé par les libéraux (surtout après l'approbation de la constitution par un simple vote au Parlement). En même temps, le cabinet du PNL commence à mener une réforme agraire au niveau national.
Comme les élections de 1926 confirment la naissance du Parti national des paysans (créé comme l'union des partis nationaux et paysans roumains), le roi Ferdinand demande de nouveau à Averescu de former le gouvernement. Cependant, pour le PNL, le général sert surtout ses propres intérêts, mais les négociations d'Averescu pour un retour du prince Carol, déshérité après la mort de son père, font basculer Brătianu dans un vaste gouvernement de coalition mené par Barbu Știrbey. .

#### Cinquième cabinet
Le 21 juin 1927, Brătianu revient avec son cinquième et dernier cabinet. Il meurt à Bucarest, des complications d'une laryngite. Il est remplacé comme premier ministre par son frère Vintilă Brătianu, jusqu'à la convocation de nouvelles élections.